# Хомейни, Ахмад
Ахмад Хомейни (перс. سید احمد خمینی‎; 14 марта 1946, Кум — 17 марта 1995, Тегеран) — иранский религиозный деятель. Младший сын аятоллы Рухоллы Хомейни и отец Хасана Хомейни. Был «правой рукой» своего отца до, во время и после Исламской революции в Иране. Являлся связующим звеном между Рухоллой Хомейни, чиновниками и народом. Работал на нескольких руководящих должностях.
Умер от болезни сердца и похоронен рядом с отцом.

## Ранний период жизни
Родился в Куме 15 марта 1946 года, где получил начальное и среднее образование в школах Оухади и Хакин-Низами. Затем проходил учебу в семинарии и закончил начальные и средние курсы хаузы. Тайно присоединился к своему отцу Рухолле Хомейни, когда тот был выслан в Эн-Наджаф.

## Карьера и активизм
Считался «правой рукой» Рухоллы Хомейни, «факелоносцем антизападного радикализма своего отца». Во время и после Исламской революции был координатором действий в офисе в Эн-Наджафе и Париже, а также после возвращения Рухоллы Хомейни в Иран в феврале 1979 года. Участвовал в судебных процессах над офицерами и политиками шахской армии Исламским революционным судом. В одном случае сказал Надеру Джаханбани, который был заместителем начальника имперских ВВС Ирана, что он иностранец. Надер Джаханбани ответил: «Нет, все мои предки были иранцами». Ахмад посетил бедные районы, чтобы узнать об их уровне достатка, и сообщил о своих выводах Рухолле Хомейни. Доступны его письма, содержащие проблемные вопросы, с которыми он ознакомился. Был среди официальных лиц, прошедших обучение в «ФАТХ».
Политическую карьеру начал после смерти брата Мостафы. За 6 лет после смерти отца занимал несколько руководящих должностей. Работал начальником штаба своего отца до его смерти в 1989 году. С лета 1988 года по 1989 год, до смерти Рухоллы Хомейни, был одним из лиц, принимающих решения по всем официальным вопросам, наряду с Али Акбаром Хашеми Рафсанджани и Али Хаменеи. Был членом Высшего совета национальной безопасности Ирана, не занимая никаких руководящих должностей. Был членом Верховного совета культурной революции по официальному приказу Али Хаменеи. Являлся смотрителем мавзолея Хомейни. Несколько раз публично критиковал США, Израиль и тех, кого он называл «эксплуататорскими иранскими капиталистами».

### Захват американских заложников
Во время захвата американских заложников играл «заметную роль» и делал «жёсткие антиамериканские заявления». По словам заложников, после визита Ахмада Хомейни в захваченное посольство он поприветствовал студентов и поблагодарил их за захват посольства. Подчеркнув, что, судя по обнаруженным документам, некоторые из заложников были агентами ЦРУ, он повторил угрозу своего отца «предать часть пленников суду за шпионаж», если недавно свергнутый шах Мохаммед Реза Пехлеви «не вернётся в Иран».

### Ирано-иракская война
Во время Ирано-иракской войны играл важную роль, сообщая своему отцу об общих вопросах правительства и передавая от него сообщения официальным и другим лицам. Также выступал в качестве советника своего отца и других высокопоставленных чиновников.

### Письмо аятолле Монтазери
29 апреля 1989 года написал «более чем на трёх страницах» письмо, адресованное аятолле Хосейн-Али Монтазери, в котором выразил сожаление по поводу того, что тот игнорировал «призывы имама». Составив список обвинений, он пытался показать, что лидерские амбиции Хосейн-Али Монтазери нанесут вред революции. «Разве не из-за вашей привязанности к Мехди Хашеми Вы создали так много проблем для ислама и революции?» — написал Ахмад Хомейни в части письма. В ответ на это письмо Хосейн-Али Монтазери встал на защиту иранского шиитского улема Мехди Хашеми, которого позже лишили всех регалий, и сказал, что он «будет держаться подальше от политики».

## Личная жизнь
Был женат на Фатиме Солтани Табатабаи, дочери великого аятоллы Мохаммада Багера Солтани Табатабаи Боруджерди, племяннице имама Мусы Садра, шиитского религиозного лидера Ливана. Она была сестрой Садега и Мортезы Табатабаи.

## Смерть

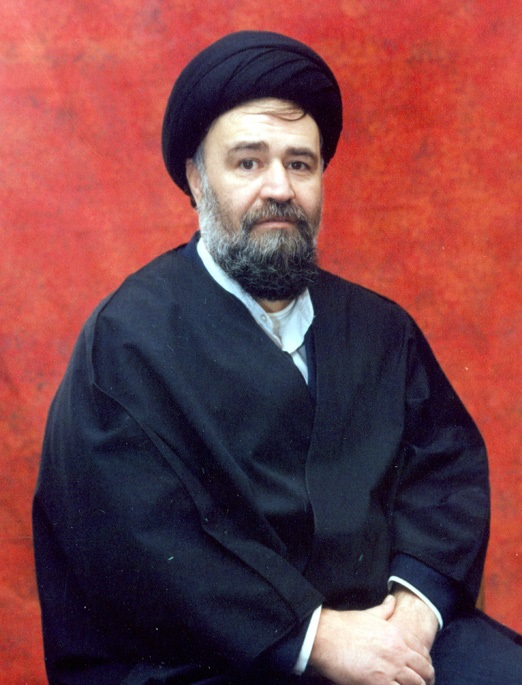
Портретное фото (1995 год).

По сообщениям проправительственных СМИ, 12 марта 1995 года у Ахмада Хомейни произошла остановка сердца, и он впал в кому. Умер пять дней спустя, через несколько часов после того, как подключили к аппарату жизнеобеспечения. Правительство Ирана объявило двухдневный национальный траур после его смерти. Погребен рядом со своим отцом в мавзолее к югу от Тегерана, где его сын Хасан Хомейни является смотрителем.
По крайней мере один автор расценил его смерть как подозрительную, заявив, что «он умер во сне», не упомянув сердечный приступ за пять дней до этого и последующую кому. Согласно данным Совета сил линии имама, издание Tehran Times сообщило, что слухи о смерти Ахмада Хомейни были первоначально опубликованы Алирезой Нуризаде, предполагаемым «британским шпионом». Под давлением его сын Хасан Хомейни «подтвердил» это, назвав слухи «необоснованными» и повторив утверждение, что они были созданы «британским шпионом».
Однако неправительственные источники утверждают, что Ахмад Хомейни действительно был убит после того, как пошел на конфликт с высшим руководителем Али Хаменеи и президентом Хашеми Рафсанджани. Затем Хасан Хомейни неоднократно публично заявлял, что его отец был отравлен агентами иранской разведки с использованием таблеток, которые тот получал в больнице.

## Отзывы
Рухолла Хомейни охарактеризовал его так:
«Свидетельствую, что с тех пор, как мой сын Ахмад присоединился к решению насущных вопросов, ознакомился с моими работами и до настоящего времени, когда я пишу эти несколько строк, я не столкнулся ни с одним случаем нарушения моих приказов, заявлений, коммюнике и тому подобное, он не подтасовывал и не вмешивался в них без моего согласия и не приписывал ничего противоречащего моим словам. Одним словом, я не заметил от него никакого негатива».
Действующий верховный лидер Ирана Али Хаменеи охарактеризовал его как человека, решившего множество проблем и сделавшего многое на протяжении всей Исламской революции. Также назвал его способным, уникальным и необходимым элементом революции помимо Рухоллы Хомейни. По словам аятоллы Мухаммада Фазиля Ланкарани, Ахмад был сильной личностью, проводником решений правительства, верховного лидера и чиновников.